# Atentado suicida en el Centro Comercial de Afula
El atentado suicida en el Centro Comercial de Afula tuvo lugar el 19 de mayo de 2003 durante la Segunda Intifada en el que una mujer palestina de 19 años llamada Hiba Daraghmeh se hizo explotar fuera del centro comercial en Afula, Israel, matando a 3 israelíes e hiriendo a otros 70.
Tanto la Jihad Islámica como las Brigadas de los Mártires de Al Aqsa se atribuyeron la responsabilidad del ataque.

## El atentado
El lunes 19 de mayo de 2003 a las 17:14, una terrorista suicida palestina se acercó a la entrada del centro comercial "Shaarei HaAmakim" en la ciudad de Afula en el norte de Israel. Ella se detonó los explosivos escondidos debajo de su ropa cuando se acercó a los guardias de seguridad en la entrada para la inspección de seguridad. Tres personas murieron en el ataque -dos guardias de seguridad y un visitante- y otras 70 personas resultaron heridas.
Después del ataque, tanto la Yihad Islámica Palestina como las Brigadas de los Mártires de Al-Aqsa se atribuyeron la responsabilidad del ataque y afirmaron que el atacante suicida era una mujer palestina de 19 años llamada Hiba Daraghmeh de la ciudad de Tubas en el noreste de Cisjordania, estudiante de literatura inglesa. La casa de la familia fue dinamitada por los israelíes al día siguiente del atentado.